# Мадурська мова

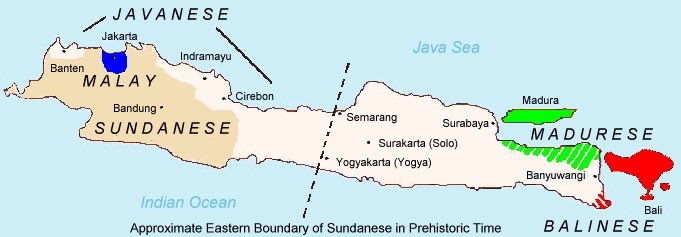
Мови острова Ява

Мадурська мова — мова мадурців, народу, що складає основну частину населення острова Мадура та частини східної Яви. Мадурською розмовляє від 8 до 13 млн людей. Традиційно для записів мадурських текстів використовувалося яванське письмо, в наш час — латиниця.
Мадурська мова належить до австронезійської мовної родини.